# Malostranské náměstí
Malostranské náměstí è la piazza centrale del quartiere storico di Malá Strana a Praga e appartiene al distretto municipale di Praga 1. 
La chiesa di San Nicola e il complesso degli edifici a questa adiacenti ne occupano per intero la parte centrale e la dividono in due piccole piazze: superiore (horní malostranské náměstí a ovest) e inferiore (dolní malostranské náměstí a est).